# Bortom skogen
Bortom skogen (engelska: Beyond the Forest) är en amerikansk dramafilm från 1949 i regi av King Vidor. Filmen var den sista som Bette Davis gjorde som kontrakterad hos filmbolaget Warner Bros. och hon gjorde flera försök att lämna projektet. Filmen fick dålig kritik vid premiären, och Davis kom att avsky filmen som hon sågade varje gång tillfälle gavs. Trots detta innehåller filmen en klassisk scen då Davis som spelar en uttråkad hemmafru i en småstad utbrister "what a dump!" (ungefär "vilken soptipp!"). Repliken parodierades senare av Elizabeth Taylor i filmversionen av Vem är rädd för Virginia Woolf? 1966. American Film Institute tog med citat i listan AFI's 100 Years...100 Movie Quotes.

## Rollista (i urval)
- Bette Davis – Rosa Moline
- Joseph Cotten – Louis Moline
- David Brian – Neil Latimer
- Ruth Roman – Carol Lawson
- Minor Watson – Moose Lawson
- Dona Drake – Jenny
- Regis Toomey – Sorren
- Sarah Selby – Mildred
- Ann Doran – Edith Williams (ej krediterad)